# Breguet 11 Corsaire
Breguet 11 Corsaire (Breguet XI) – francuski czteromiejscowy ciężki samolot bombowy w układzie dwupłatu z okresu I wojny światowej, zaprojektowany i zbudowany w wytwórni Societe Anonyme des Atelieurs d’Aviation Louis Breguet. Prototyp został oblatany w lutym 1916 roku, jednak mimo poprawnych własności lotnych maszyna nie weszła do produkcji seryjnej.

## Historia

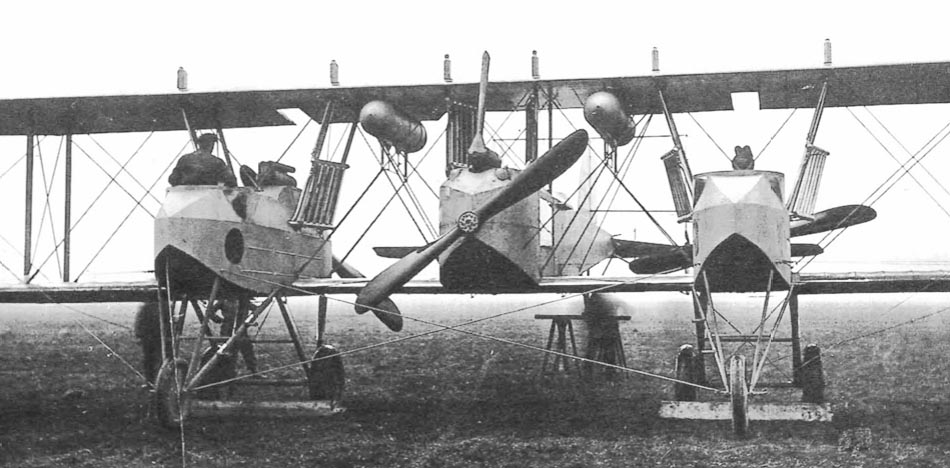
Breguet 11 od przodu

Na początku 1916 roku Aéronautique Militaire ogłosiło konkurs na ciężki bombowiec strategiczny zdolny do atakowania niemieckich miast. W założeniach konkursu określono, że samolot powinien nie tylko dysponować odpowiednio dużym zasięgiem (600 km) i udźwigiem co najmniej 300 kg bomb, ale też osiągać prędkość 140 km/h na wysokości 2000 metrów oraz mieć uzbrojenie strzeleckie zapewniające skuteczną obronę przed wrogimi myśliwcami. Spowodowane to było ciężkimi stratami, jakie w 1915 roku ponosiły niewystarczająco uzbrojone bombowce Caudron, Farman i Voisin. Do konkursu przystąpiło siedem francuskich wytwórni lotniczych, w tym Societe Anonyme des Atelieurs d’Aviation Louis Breguet.
Na potrzeby konkursu zaprojektowano początkowo dwusilnikowy bombowiec, ale najwyraźniej został on zniszczony lub dalsze prace zarzucono na krótko przed rozpoczęciem współzawodnictwa. W rezultacie do wymagań konkursowych dopasowano opracowany właśnie projekt dwupłatowego ciężkiego myśliwca eskortowego oznaczonego Breguet 11 Corsaire, dysponującego odpowiednim udźwigiem. Do napędu samolotu zastosowano trzy silniki widlaste Renault 12Fb o mocy 162 kW (220 KM) każdy, z których dwa zamontowano w układzie pchającym w gondolach o kształcie przypominającym kadłub Bregueta 5. Pomiędzy nimi znajdował się konwencjonalny kadłub z silnikiem umieszczonym z przodu. Komora płatów była trójprzęsłowa, a skrzydła miały nierówną rozpiętość; do dolnego skrzydła umocowany był kadłub i obie gondole, zaś pod górnym zawieszono po obu stronach kadłuba zbiorniki paliwa. Podwozie główne składało się z dwóch trójkołowych zespołów pod każdą gondolą silnika, niemal identyczne z tym używanym w Breguecie 5. Część ogonowa wyposażona była w trzy duże stery kierunku.
Breguet 11 otrzymać miał silne uzbrojenie obronne, na które składało się działko lotnicze Hotchkiss kalibru 37 mm oraz trzy ruchome karabiny maszynowe kalibru 7,7 mm, obsługiwane przez trzech strzelców pokładowych na stanowiskach rozmieszczonych w gondolach oraz w kadłubie za pilotem . Ładunek bomb mógł maksymalnie wynosić 300 kg, na co składać się miało 20 bomb o średnicy 120 mm . Badania w locie prototypu przeprowadzono na lotnisku Vélizy-Villacoublay w lutym 1916 roku . Po usunięciu klinowych wcięć w skrzydłach Breguet 11 wykazał się poprawnymi własnościami lotnymi, jednak przegrał rywalizację z bardziej konwencjonalnymi maszynami, jak Morane-Saulnier S czy SPAD S.E.

## Opis konstrukcji i dane techniczne
Breguet 11 Corsaire był trzysilnikowym, czteroosobowym ciężkim samolotem bombowym w układzie dwupłatu . Rozpiętość skrzydeł wynosiła 27,65 metra, zaś powierzchnia nośna 105 m² . Długość samolotu wynosiła 11,9 metra, a jego wysokość 4 metry . Masa własna wynosiła 3100 kg, zaś masa całkowita (startowa) od 4200 (w wersji myśliwca eskortowego) do 4865 kg (w wersji bombowej). Napęd stanowiły trzy chłodzone cieczą 12-cylindrowe silniki widlaste Renault 12Fb o mocy 162 kW (220 KM) każdy. Prędkość maksymalna wynosiła 148 km/h, a długotrwałość lotu 5 godzin i 35 minut.